# Christian Mair (Eishockeyspieler)
Christian Mair (* 11. Februar 1981 in Bruneck, Südtirol) ist ein italienischer Eishockeyspieler, der 16 Jahre lang für seinen Heimatverein HC Pustertal in der Serie A aktiv war. Seit der Saison 2018/19 ist er für den italienischen Zweitligisten HC Falcons Brixen aktiv.

## Karriere
Christian Mair begann seine Karriere als Eishockeyspieler in der Jugendabteilung des HC Pustertal. Dort schaffte er 1997 den Sprung in die erste Mannschaft, die zu diesem Zeitpunkt an der Meisterschaft der italienischen Serie A1 teilnahm. Im Sommer 2001 entschied Christian Mair sich für ein Jahr zum Ligakonkurrenten WSV Sterzing Broncos zu gehen, da sich der HC Pustertal zuvor freiwillig in die Serie B zurückgezogen hatte. Nach einer Saison in Sterzing kehrte er wieder ins Pustertal zurück. Die Saison 2006/07 war statistisch seine beste – in 32 Spielen gelangen ihm 34 Scorerpunkte, davon neun Tore und 25 Assists. Damals bildete er mit Jonas Lennartsson ein Verteidigerpaar.
Im August 2014 beendete er seine Karriere nach 690 Einsätzen für den HC Pustertal, in denen er 367 Scorerpunkte erzielte. Zur Spielzeit 2018/19 kehrte Mair zurück und lief in der Folge für den italienischen Zweitligisten HC Falcons Brixen aufs Eis.

### International
Für Italien nahm Mair an der U18-Junioren-B-Weltmeisterschaft 1999, U20-Junioren-B-Weltmeisterschaft 2000 sowie an der U20-Junioren-D1-Weltmeisterschaft 2001 teil.

## Erfolge und Auszeichnungen
- 1999 Bester Verteidiger bei U18-Junioren-Weltmeisterschaft der B-Gruppe
- 2011 Sieger Coppa Italia mit dem HC Pustertal
- 2011 Vizemeister der Serie A1 mit dem HC Pustertal